# استان غربی، اوگاندا
منطقه غربی (به لاتین: Western Region) یک منطقه در اوگاندا است.

## خصوصیات
منطقه غربی ۵۵٬۲۷۶٫۶ کیلومترمربع مساحت و ۶٬۲۹۸٬۰۷۵ نفر جمعیت دارد و ۱٬۴۷۳ متر بالاتر از سطح دریا واقع شده‌است.